# David Broadhurst
David John Broadhurst (* 1947 in Hongkong) ist ein britischer theoretischer Physiker, der sich mit Hochenergiephysik befasst. Er ist Professor an der Open University.
Broadhurst besuchte 1958 bis 1964 die Manchester Grammar School, unterrichtete danach neun Monate an einer High School in Lusaka und studierte ab 1965 Physik am Balliol College in Oxford (unter anderem bei David Brink und Don Perkins) und 1968 bis 1971 an der University of Sussex  mit dem Master-Abschluss (promoviert wurde er nie) über elektromagnetische Eigenschaften des Nukleons. 1971 bis 1973 war er am SLAC, 1973/74 am CERN (wo er mit Gerardus ’t Hooft und mit dem Programm Schoonship von Martinus Veltman zur Berechnung von Feynmanintegralen bekannt wurde) und 1974/75 am Balliol College in Oxford (bei Richard Dalitz). Ab 1975 war er Lecturer und später Reader an der Open University. 
Er befasste sich mit numerischer Berechnung von komplizierten Feynmanintegralen und kam dabei auf die Rolle, die die Riemannsche Zetafunktion und Vielfachzetafunktionen als Werte von Feynmanamplituden spielen, insbesondere in den für Modellrechnungen beliebten {\displaystyle \phi ^{4}}-Theorien. Er arbeitete dabei in den 1990er Jahren mit Dirk Kreimer zusammen und das Gebiet wurde ab den 1990er Jahren auch von Mathematikern für sich entdeckt (Pierre Cartier, Alain Connes, Francis Brown, Maxim Kontsevich u. a.).